# Kwela
Il kwela è una gioiosa e divertente musica da ballo nata in Sudafrica negli anni quaranta, che ebbe origine dalla musica tradizionale africana e dal jazz. Nacque nelle strade delle township, i ghetti neri delle città, come musica di protesta contro l'apartheid.

## Origine del nome
La parola kwela viene dalla parola khwela delle lingue xhosa e zulu, che significa "salire su", un termine spesso usato dai musicisti kwela per invitare i presenti ad unirsi alle danze. Lo stesso termine viene usato dai poliziotti sudafricani per spingere le persone arrestate a salire sui furgoni della polizia.

## Storia
Il kwela trae le sue origini dal marabi, la musica suonata fin dagli anni venti nelle township sudafricane, e dallo swing proveniente dalle comunità afroamericane degli Stati Uniti. Raggiunse una popolarità tale da far conoscere la musica sudafricana nel mondo. Secondo alcuni, un ruolo importante nella diffusione del kwela nel paese lo ebbe un gruppo di musicisti del Malawi, in trasferta in Sudafrica.
Il jazz, che da qualche decennio si poteva ascoltare anche in Sudafrica, rappresentava una forma di riscatto dei neri su scala mondiale. Era musica "nera" suonata da "neri", e l'accostamento di esso con le festose melodie della tradizione sudafricana diede vita ad un originale fenomeno proprio delle comunità africane soggiogate dalle leggi razziali. Vi aderirono larghi strati delle fasce sociali più basse, felici di poter cantare, ballare ed affermare i propri diritti. Il governo dei bianchi vide il kwela come un pericoloso elemento di disordine, lo bandì dai programmi radiofonici e ne ostacolò il diffondersi.
Era suonato da musicisti di colore e lo strumento principale su cui si basava era inizialmente il tin whistle, un piccolo ed economico flauto di latta o di legno. Altri strumenti che accompagnano il tin whistle sono la chitarra, il basso e la batteria.  Si dice che i suonatori dei tin whistle di kwela fossero anche delle vedette che avvisavano dell'arrivo della polizia chi beveva alcol illegalmente durante i concerti.

## Influenze
Così come altri generi di musica africana, il kwela ha avuto grande influenza sulla musica occidentale, come nei casi degli album A Swingin' Safari, della Bert Kaempfert Orchestra (1962), e Graceland di Paul Simon (1986). Fu alla base delle musiche mbaqanga e kwaito sudafricane e della musica benga del Kenya.

## Artisti
Tra i più famosi suonatori sudafricani kwela di tin whistle ci furono Lemmy Mabaso e Spokes Mashiyane. Una particolare importanza ebbero diversi degli artisti sudafricani che formarono i Brotherhood of Breath, tra i quali Mongezi Feza, Dudu Pukwana e Johnny Dyani. Cresciuti nelle atmosfere kwela delle township, si trasferirono nel 1964 nel Regno Unito per sfuggire ai problemi legati all'apartheid. Ebbero un ruolo principale nel ravvivare la stagnante atmosfera che gravava sul jazz britannico con la loro township music, che potevano felicemente suonare per tutta la notte. Nel 1961 si era già trasferito a Londra Gwigwi Mrwebi, che sei anni dopo pubblicò il disco Kwela, insieme a Dudu Pukwana, Chris McGregor, Laurie Allan, Ronnie Beer e Coleridge Goode. Il disco doveva originariamente intitolarsi Mbaqanga Songs, ma il termine mbaqanga venne forse ritenuto troppo difficile da pronunciare per il pubblico londinese, per cui si optò per il più abbordabile kwela.
Tra le più recenti evoluzioni del kwela, da segnalare gli album dei Mafikizolo, vincitori di importanti riconoscimenti in ambito sudafricano, e dei Freshlyground, band sudafricane degli anni duemila.